# Pedro Leolino Mariz
Pedro Leolino Mariz ocupou o cargo de superintendente das Minas Novas do Araçuaí, então pertencente à capitania da Bahia, prestando serviços à coroa portuguesa na busca por minérios e na conquista e exploração da região entre o norte de Minas Gerais e sudoeste da Bahia durante a década de 1720 até a década de 1750.